# Bakró-Nagy Marianne
Bakró-Nagy Marianne  (Budapest, 1946. november 2.–), névváltozata: Sz. Bakró-Nagy Marianne nyelvész, egyetemi tanár, az MTA levelező tagja. Az MTA Nyelvtudományi Intézetének és a Szegedi Tudományegyetem professor emeritája. Szakterülete a finnugor nyelvészet, nyelvtörténet, tipológia, tabu nyelvek kutatása.

## Kutatási területe
Az obi-ugor nyelvek fonotaxisa, történeti fonológiája, tipológiai összefüggései, a nyelvtörténeti adat módszertani és elméleti problematikája, a nyelvi tabu megközelítési lehetőségei.

## Életpályája
Felsőfokú tanulmányait a budapesti Eötvös Loránd Tudományegyetemen folytatta 1966 és 1971 között. Angol nyelv és irodalom – magyar nyelv és irodalom szakos középiskolai tanári, valamint finnugor szakos előadói diplomáját 1971-ben kapta meg. Az egyetem elvégzése után a Magyar Tudományos Akadémia Nyelvtudományi Intézetének munkatársa lett. Egyetemi doktori értekezését 1972-ben, kandidátusi disszertációját 1980-ban védte meg, az MTA doktora címet 1999-ben szerezte meg. 1996-ban habilitált a Szegedi Tudományegyetemen.
1982-1995 az MTA Nyelvtudományi Intézetének tudományos igazgatóhelyettese volt, 1993-2016 a Finnugor és Nyelvtörténeti Osztály vezetője. Egyetemi tanári kinevezését 1999-ben kapta kézhez. 1999-től a SzTE Nyelvtudományi Doktori Iskola törzstagja, az Uráli nyelvészet oktatási programjának vezetője volt. Hallgatói közül 5 fő szerzett doktori fokozatot. 1999-től a Szegedi Tudományegyetem Habilitációs Bizottságának tagja, a Nyelvészeti Habilitációs Bizottság elnöke volt.
Bakró-Nagy Marianne több hazai és nemzetközi kutatási pályázatnak volt (magyarországi) vezetője (pl. Innovative Networking in Infrastructure for Endangered Languages (INNET); Ob-Ugric languages: conceptual structures, lexicon, constructions, categories – EUROCORES; Komplex uráli nyelvészeti adatbázis). Szerkesztője, sorozatszerkesztője volt a Nyelvtudományi Közleményeknek, a Studia Uralo-Altaic-nak (Szeged). Munkái magyar, angol, német nyelven jelennek meg, több mint 120 tudományos publikáció szerzője, szerkesztője, társszerzője. Tudományos és tudományszervezői munkásságát több ízben is elismerték itthon és külföldön. Az MTA Nyelv- és Irodalomtudományi Osztályának közgyűlési képviselője. 2025-ben az MTA levelező tagjává választották.

## Szervezeti tagságok
- Science Europe, Scientific Committee for Humanities, tag (2013-2016)
- SzTE Habilitációs Bizottság tagja
- SzTE Nyelvtudományi Habilitációs Bizottság tagja
- Nyelvtudományi Bizottság, tag
- Finnugor Kongresszusok Nemzetközi Bizottságának Magyar Nemzeti Bizottsága
- International Committee of Finno-Ugric Congresses (ICFUC)
- Magyar Nyelvtudományi Társaság
- Societas Uralo-Altaica
- Suomalais-Ugrilainen Seura
- Uralisztikai Bizottság
- Societas Linguistica Europaea

## Válogatott publikációinak listája

### Könyvek, könyvfejezetek, könyvszerkesztések
- Die Sprache des Bärenkultes im Obugrischen. Bibliotheca Uralica 4. Akadémiai Kiadó, Budapest. 1979. 141 old.
- Rédei, Károly, Uralisches Etymologisches Wörterbuch I–II. Unter Mitarbeit von Marianne Bakró–Nagy, u.a. XLVIII-905 l. Akadémiai Kiadó: Budapest. (1986–1989)
- A nyelvészetről – egyes szám, első személyben; szerk. Sz. Bakró-Nagy Marianne, Kontra Miklós; MTA Nyelvtudományi Intézete, Bp., 1991
- Proto-Phonotactics. Phonotactic Investigation of the PU and PFU Consonant System. Harrassowitz Verlag, Wiesbaden. 1992. 186 old.
- Hajdú Péter 70 éves; szerk. Sz. Bakró-Nagy Marianne, Szíj Enikő; MTA Nyelvtudományi Intézete, 1993 (Linguistica Series A Studia et dissertationes)
- Ugor Műhely. 1997. szeptember 17-19.; szerk. Bakró-Nagy Marianne; MTA Nyelvtudományi Intézete, Bp., 1999 (Budapesti Uráli Műhely)
- Újabb tanulmányok a strukturális magyar nyelvtan és a nyelvtörténet köréből. Kiefer Ferenc tiszteletére barátai és tanítványai; szerk. Bakró-Nagy Marianne, Bánréti Zoltán, É. Kiss Katalin; Osiris, Bp., 2001
- Ünnepi kötet Honti László tiszteletére; szerk. Bakró-Nagy Marianne, Rédei Károly; MTA Nyelvtudományi Intézete, Bp., 2003
- A nyelvészetről – egyes szám, első személyben II.; szerk. Kontra Miklós, Bakró-Nagy Marianne; Szegedi Tudományegyetem Bölcsészettudományi Kar, Szeged, 2009
- A nyelvtörténeti kutatások újabb eredményei VI. 2009. október 14-15.; szerk. Bakró-Nagy Marianne, Forgács Tamás; Szegedi Tudományegyetem Magyar Nyelvészeti Tanszék, Szeged, 2011
- Hatto, Arthur The World of the Khanty Epic Heroe-Princes. An exploration of a Siberian Oral Tradition. Linguistic and philological interpretation by Marianne Bakró-Nagy. University of Cambridge Oriental Publications 69. Cambridge University Press, Cambridge. 2017. 246 old.
- Okok és okozat. A magyar nyelv eredetéről történeti, szociálpszichológiai és filozófiai megközelítésben. szerk. Bakró-Nagy Marianne. A humán tudományok alapkérdései 10. Budapest: Gondolat Kiadó. 2018.
- Uralisztikai tanulmányok. Általános Nyelvészeti Tanulmányok 30. szerk. Bakró-Nagy Marianne. Budapest: Akadémiai Kiadó. 2018.
- The Oxford Guide to the Uralic Languages. szerk. Marianne Bakró-Nagy – Johanna Laakso – Elena Skribnik. Oxford: Oxford University Press. megj. előtt.

### Cikkek, tanulmányok
- Semantic Examination of Genetically Related Language Correspondences. Nyelvtudományi Közlemények 77(1975): 117–124..
- Rokon nyelvi megfelelések szemantikai vizsgálata. Nyelvtudományi Értekezések 89(1976): 57–63.
- Az alapjelentés rekonstrukciójának kérdéséről I. Nyelvtudományi Közlemények 80(1978): 381–389.
- Az alapjelentés rekonstrukciójának kérdéséről II. Nyelvtudományi Közlemények 81(1980): 339–352.
- Rekonstrukció és jelentésváltozás. Nyelvtudományi Közlemények 83(1981): 29–42.
- On Proto-Meaning Reconstruction. In: Ferenc Kiefer (ed.) Hungarian and General Linguistics. J. Benjamin, Amsterdam. 1982. 7–29.
- Egy történeti-szemantikai elemzés vázlata. Általános Nyelvészeti Tanulmányok 16(1985): 33–63.
- On the Use of Phonotactics (kVrV-Type Proto–Forms in PU/PFU). Ural–Altaische Jahrbücher NF 6(1986): 1–10.
- Consonant Frequency and Syllable Boundary in PU/PFU. In: Károly Rédei (Hrsg.) Studien zur Phonologie und Morphologie der uralischen Sprachen. Studia Uralica 4. Wien. 1987. 59–69.
- PU\PFU Dx *-rV. Nyelvtudományi Közlemények 91(1990): 9–14.
- Szótagszerkezetek a finnugor alapnyelvben. Magyar Fonetikai Füzetek 23(1991): 17–25.
- Die Begriffsgruppen des Wortschatzes im PU\PFU. Ural–Altaische Jahrbücher NF 11(1993): 13–40.
- Typological Change and the FinnoUgric Proto-Language. Linguistica Uralica (Tallinn) 29(1993): 259–266..
- Phonotaktische Beschreibung der Morpheminitialen Konsonantenphoneme im Proto-Finnougrischen. Finnisch-Ugrische Mitteilungen. Hamburg. 16/17(1992-3): 1–11.
- Hangtörténeti változások percepciós vonatkozásai. In: Gósy M. (szerk.) Beszédkutatás '95. MTA NyTI, Budapest 1995. 6–11.
- Über die lappisch–samojedischen Sprachkontakte (auf Grund des Uralischen Etymologischen Wörterbuchs). In: Lars-Gunnar Larsson (Hrsg.) Lapponica et Uralica. Studia Uralica Uppsaliensia 26. Uppsala. 1996. 11–25.
- Meaning, concept and definition. (Implications for proto-meaning reconstruction and etymological dictionaries). In: K. K. Kitching – A. Nevis (eds.) Proceedings of the Ninth and Tenth Meatings of the Finno-Ugric Studies Association of Canada. 1998. Canada. 1–12.
- Markedness and phonemic borrowing. In: Cornelius Hasselblatt – Paula Jääsalmi-Krüger (Hrsg.) Europa und Sibiria. Beiträge zu Sprache und Kultur der kleineren finnougrischen, samojedischen und paläosibirischen Völker. Veröffentlichungen der Societas Uralo-Altaica 51. Wiesbaden, Harrassowitz Verlag. 1999. 49–56.
- Protoszótag. A finnugor alapnyelv szótagtípusai. In: Kassai Ilona (szerk.) Szótagfogalom – szótagrealizáció. Budapest, MTA Nyelvtudományi Intézet. 1999. 11–51.
- Eine Phonotaktische Regel des finnisch-ugrischen Wortanfangs: Interpretation eines Lautwandeltyps. Linguistica Uralica 36(2000/2): 81–91.
- Egy szelkup hangváltozás margójára. In: Bakró-Nagy Marianne — Büky László — Maleczki Márta (szerk.) Mikola–emlékkönyv. Néprajz és Nyelvtudomány 41. Szeged 2001. 17–22.
- Obi-ugor szótagszerkezeti és hangtörténeti problémák. Nyelvtudományi Közlemények 98(2001): 71–118.
- The responsability of literati. Angela Marcantonio, The Uralic Language Family. Facts, myths and statistics. Publications of the Philological Society, 35. Blackwell Publishers, Oxford UK – Boston USA. 2002. xxiii+335. Lingua 115. 2003. 1053–1062.
- Az uráli nyelvek tipológiai jellemzése. In: Kiefer Ferenc (ed.) Magyar nyelv. Budapest, Akadémiai Kiadó. 2006. 267–287.
- /f/ > /h/ aspiration in Nganasan. In: Valentin Ju. Gusev — Anna Widmer (eds.) Gedenkschrift für Eugen A. Helimski. Finnisch-ugrische Mitteilungen 32-33. (2010): 35-46.
- The data in historical linguistics: On utterances, sources, and reliability. Sprachtheorie und germanistische Linguistik 20.2: 133–195. (Nodus Publikationen Klaus D. Dutz – Wissenschaftlicher Verlag, Münster). 2010.
- Sprachgeschichte und Diachronie in der Finnougristik. Desiderate und Perspektiven. In: Péter Maitz (Hrsg.) Wohin steuert die historische Sprachwissenschaft? Berlin: de Gruyter. 2012. 301–321.
- A manysi veláris nazális tipológiájához. In: L. Jalava – T. Hyytiäinen – J. Saarikivi – E. Sandman (eds.) Per Urales ad Orientem. Iter polyphonicum multilingue. Mémoires de la Sociétés Fenno-ugriennes (Helsinki) 264(2012): 17–23.
- ·The Uralic Languages. In: Christian Delcourt — Piet van Sterkenburg – (eds.) The Languages of the EU Members States. Revue Belge de Philologie et d'Histoire/Belgisch Tijdschrift voor Filologie en Geschiedenis 90(2012): 1001–1028.
- Mit tudunk az ugor történeti fonológiájáról? A nyugati ótörök és magyar kapcsolatok hozadéka. In: É. Kiss Katalin – Hegedűs Attila – Agyagási Klára (szerk.) Nyelvelmélet – kontaktológia 2. PPKE BTK Elméleti Nyelvészeti Tanszék – Magyar Nyelvészeti Tanszék, Piliscsaba. 2013. 173–189.
- A nyelvi tabu. In: Szeverényi Sándor – Szécsényi Tibor (szerk.) Érdekes nyelvészet. JATEPress, Szeged. 2015. 9–21.

## Díjak, ösztöndíjak, elismerések
- Academia Europaea – tag 2021.
- https://www.ae-info.org/ae/Member/Bakr%C3%B3-Nagy_Marianne
- Pedagógus Szolgálati Emlékérem 2016
- Magyar Felsőoktatásért Emlékplakett 2016
- Magyar Köztársasági Érdemrend Tiszti keresztje 2016
- Ipolyi Arnold Díj 2010
- Finn Oroszlánrend 2009
- Doctor Honoris Causa, Helsinki Egyetem 2007
- Széchenyi Professzori Ösztöndíj 1997-2001
- Akadémiai Díj (megosztva) 1993
- Magyar Nyelvtudományi Társaság Gombocz Zoltán emlékérme 1983